# Berrigan
Berrigan is een plaats in de Australische deelstaat New South Wales en telt 899 inwoners (2006).